# Atletismo nos Jogos Pan-Americanos de 1967 - 400 m masculino
A prova dos 400 m masculino nos Jogos Pan-Americanos de 1967 foi realizada em Winnipeg, Canadá.

## Medalhistas
| Ouro                         | Prata                             | Bronze                     |
| Lee Evans USA Estados Unidos | Vince Matthews USA Estados Unidos | Donald Domansky CAN Canadá |

## Resultados
| Posição           | Nome            | Nacionalidade      | Tempo | Notas |
| ----------------- | --------------- | ------------------ | ----- | ----- |
| Medalha de ouro   | Lee Evans       | USA Estados Unidos | 44.95 |       |
| Medalha de prata  | Vince Matthews  | USA Estados Unidos | 45.13 |       |
| Medalha de bronze | Donald Domansky | CAN Canadá         | 45.80 |       |
| 4                 | Juan Franceschi | PUR Porto Rico     | 46.32 |       |
| 5                 | Ross MacKenzie  | CAN Canadá         | 46.76 |       |
| 6                 | Pablo Montes    | CUB Cuba           | 46.88 |       |
| 7                 | Pedro Grajales  | COL Colômbia       | 47.00 |       |
| 8                 | Clifton Forbes  | JAM Jamaica        | 47.14 |       |